# Вілібальд фон Лангерманн
Барон Вілібальд Карл Моріц Роберт Рудольф фон Лангерманн унд Ерленкамп (нім. Willibald Karl Moritz Robert Rudolf Freiherr von Langermann und Erlencamp; нар. 29 березня 1890, Карлсруе — пом. 3 жовтня 1942, Сторожеве, Воронезька область) — німецький воєначальник часів Третього Рейху, генерал танкових військ (1942) Вермахту. Кавалер Лицарського хреста Залізного хреста з Дубовим листям (1942).

## Біографія
Народився в 1890 році в родині мекленбурзького офіцера, генерал-майора Рудольфа фон Лангермана унд Ерленкампа (1858—1927) та Іди Вільгельміни Матільди, уродженої фон Штессер (1867—1957). Поступив на службу в прусську армію 30 вересня 1908 року. 22 березня 1910 року призначений в 5-й Рейнський драгунський полк барона фон Мантойфеля.
На момент початку Першої світової війни фон Лангерман був спочатку полковим ад'ютантом. 25 лютого 1915 року він став командиром роти. В середині серпня 1916 року він був відряджений в штаб 10-го резервного корпусу, трохи пізніше і в 22-гу резервну дивізію
Після війни фон Лангерман продовжив службу в рейхсвері, командуючи ескадроном в 13-му прусському кінному полку в Ганновері. До червня 1935 був викладачем кавалерійської школі сухопутних військ. Потім він став командиром 4-го кавалерійського полку, 10 листопада 1938 року призначений інспектором кінних і транспортних сил в штабі сухопутних військ.
На початку Другої світової війни фон Лангерман був призначений командиром 410-го особливого адміністративного штабу, який відповідав за призов до вермахту в 10-му військовому окрузі. 7 травня 1940 року призначений командиром 29-ї моторизованої дивізії, з якою брав участь у складі групи Гудеріана у Французькій кампанії, воював у Бельгії і Франції. 7 вересня 1940 року фон Лангерман очолив 4-у танкову дивізію, з якою брав участь в перших боях німецько-радянської війни на території Білорусі і аж до операції «Тайфун» на московському напрямку. 7 січня 1942 він був призначений командиром 24-го моторизованого корпусу.
Після нагородження дубовим листям до Лицарського хреста фон Лангерман демонстративно пішов із залу, збентеживши Гітлера. Головний ад'ютант фюрера, Рудольф Шмундт висловив догану фон Лангерману, на що той зухвало відповів: «Якщо він настільки нетактовний, що не може мені сказати навіть про смерть мого єдиного сина, то я не хочу більше нічого про нього знати.» Трьома днями раніше фон Лангерман поскаржився на брак обладнання для проведення операцій в зимових умовах і на суперечливі накази вищого керівництва.
Генерал був убитий 3 жовтня 1942 під час битви за Сталінград недалеко від населеного пункту Сторожеве 1-е Воронезької області прямим попаданням 120-мм міни під час розвідки на передовій. В результаті вибуху загинули угорські полковники Геза Надь (командир 20-ї легкої дивізії) і Йожеф Міці (командир 14-го піхотного полку).
Військова кар'єра
- 30 вересня 1908 — фанен-юнкер
- 22 березня 1910 — лейтенант
- 25 лютого 1915 — оберлейтенант
- 18 червня 1917 — ротмістр
- 1 листопада 1930 — майор
- 1 травня 1934 — оберстлейтенант
- 1 квітня 1936 — оберст
- 1 березня 1940 — генерал-майор
- 15 січня 1942 — генерал-лейтенант
- 1 червня 1942 — генерал танкових військ